# Micrommata formosa
Micrommata formosa är en spindelart som beskrevs av Pietro Pavesi 1878. Micrommata formosa ingår i släktet Micrommata och familjen jättekrabbspindlar. Inga underarter finns listade i Catalogue of Life.